# Longileptoneta huangshan
Espèce
Longileptoneta huangshan est une espèce d'araignées aranéomorphes de la famille des Leptonetidae.

## Distribution
Cette espèce est endémique du Jiangxi en Chine,. Elle se rencontre dans le xian de Ningdu dans la grotte Huangshan.

## Description
Le mâle holotype mesure 1,58 mm et la femelle paratype 2,34 mm.

## Étymologie
Son nom d'espèce lui a été donné en référence au lieu de sa découverte, la grotte Huangshan.

## Publication originale
- Wang, Li & Zhu, 2020 : « Taxonomic notes on Leptonetidae (Arachnida, Araneae) from China, with descriptions of one new genus and eight new species. » Zoological Research, vol. 41, no 6, p. 684-704 (texte intégral).